# Representación LGBT en Cartoon Network

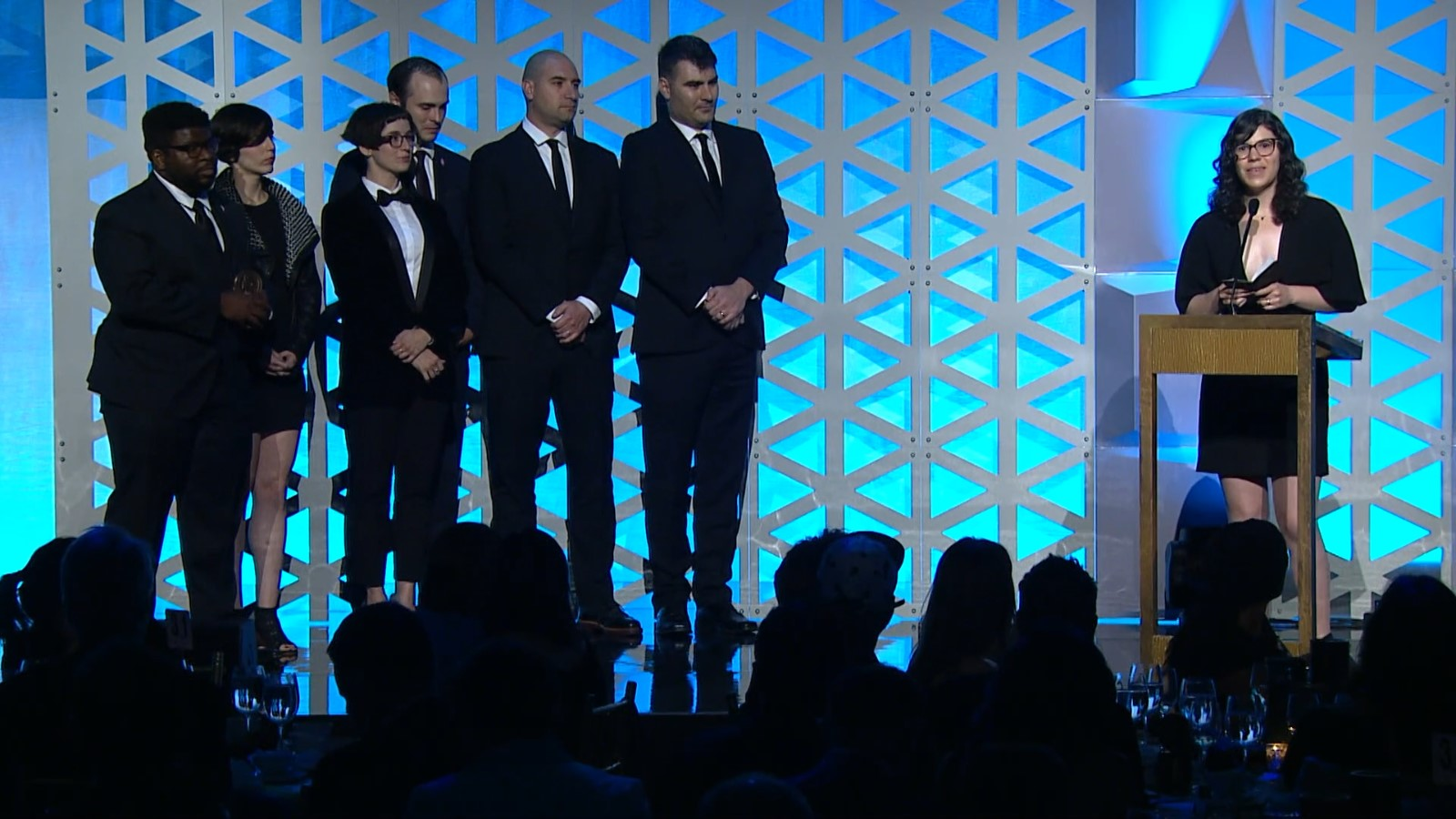
Rebecca Sugar otorgando un discurso de aceptación en los 78° premios Peabody en julio de 2019

La representación LGBT en Cartoon Network se refiere a la representación de personajes lesbianas, gais, bisexuales y transgénero en el canal de televisión por cable estadounidense, Cartoon Network, que se lanzó en 1992.
En la década de 2010, Cartoon Network presentó varios dibujos animados cuyos personajes principales expresaban su identidad y aparecían en historias centradas en temas LGBT. Estos personajes incluyen a Granate, Perla y la Princesa Chicle. La red presentó programas que se decía que eran «fuertes campeones de la representación LGBT», como Hora de Aventuras y Steven Universe. Esta representación fue difícil de lograr, ya que los ejecutivos le dijeron a Rebecca Sugar, la creadora de Steven Universe, que la inclusión de un romance queer central podría haber terminado con su programa.
El papel de los programas de Cartoon Network en la representación LGBTQ continuaría en la década de 2020, con el lanzamiento de Steven Universe Future y Adventure Time: Distant Lands en HBO Max, junto con personajes de DC Super Hero Girls. Otras series, como OK K.O.!: Let's Be Heroes y El mundo de Craig también tendrían personajes LGBTQ. En diciembre de 2020, Amy Friedman, jefa de programación de Cartoon Network y HBO Max Kids & Family, declaró que se están mirando «a nosotros mismos a través del espectro de inclusión y equidad», incluida la comunidad LGBTQ+, para evaluar proyectos en producción, desarrollo y  post-aprobación.

## Personajes lésbicos
Muchas series de Cartoon Network han tenido personajes lésbicos a lo largo de los años. Esto incluye a Steven Universe, Clarence, OK K.O.!: Let's Be Heroes, We Bare Bears, Víctor y Valentino, DC Super Hero Girls, Scooby Doo! Misterios S.A., El mundo de Craig y Elliott from Earth.

### Cow and Chicken
El episodio prohibido de Cow and Chicken Buffalo Gal se emitió el 20 de febrero de 1998. Sólo se emitió una vez, ya que las frecuentes quejas impidieron que se emitiera en el futuro. Se hicieron quejas sobre sus insinuaciones abiertas, su frecuente doble sentido y los estereotipos lésbicos presentados. El episodio no volvió a transmitirse por televisión y fue reemplazado en futuras reposiciones con el episodio Orthodontic Police.

### Clarence
En el episodio Jeff Wins de Clarence, el 4 de diciembre de 2014, EJ Randell y Sue Randell fueron presentadas como las madres de Jeff.

### We Bare Bears
We Bare Bears, que se emitió de 2015 a 2019, contó con varias parejas de lesbianas como personajes de fondo, mientras que en el episodio Bear Lift, Pardo, Polar y Panda actúan como el taxi que transporta a dos novias recién casadas.

### Víctor y Valentino
La serie Víctor y Valentino, que comenzó en marzo de 2019, presenta a Xochi Jalapeño, un personaje lésbico. Xochi es la rebelde hija adolescente de Don Jalapeño que a veces cuida a los protagonistas. Está enamorada de su amiga Amabel, como se muestra en los episodios Band for Life, Escaramuza y Carmelita.